# Hallo, ich bin der Weihnachtsmann!
Hallo, ich bin der Weihnachtsmann! (Alternativer Titel: Hallo, ja bin ich denn der Weihnachtsmann?; Originaltitel Santa Who?) ist eine US-amerikanische Filmkomödie aus dem Jahr 2000. Regie führte William Dear, das Drehbuch schrieben Debra Frank und Steve L. Hayes. In der Titelrolle als Weihnachtsmann ist Leslie Nielsen zu sehen. Steven Eckholdt, Robyn Lively und Max Morrow sind in weiteren Hauptrollen besetzt.
Universal schrieb zur Erstausstrahlung des Films, dessen Regisseur habe hier „viele Motive aus den Geschichten rund um den Weihnachtsmann bunt zusammengewürfelt und zu einem launigen und stimmungsvollen Märchen verarbeitet“. Dabei habe er mit Leslie Nielsen auf „eine hochkarätige Besetzung bauen“ können.

## Handlung
Peter Albright wächst in einem Waisenhaus auf. Er schreibt einen Brief an den Weihnachtsmann, in dem er sich ein Weihnachtsfest in einer Familie wünscht, die ihn lieb hat. Eine Erzieherin, Schwester Greta, findet den Brief und wirft ihn ins Feuer, womit es eine besondere Bewandtnis hat, was Albright jedoch erst 25 Jahre später erfährt. 
Fünfundzwanzig Jahre sind vergangen und Albright ist inzwischen ein Fernsehreporter. Ausgerechnet er bekommt den Auftrag, eine Reportage über Weihnachten zu verfassen, obwohl er gerade dieses Fest überhaupt nicht mag. Albrights Vorgesetzter wünscht sich eine fröhliche, stimmungsvolle Reportage, Peter möchte jedoch lieber über Tragödien berichten, die ebenso zum Fest gehören. Albrights Freundin Claire Dreyer ist alleinerziehende Mutter und  arbeitet als Managerin in einem New Yorker Kaufhaus. Sie liebt ihren Sohn Zack sehr, der wiederum Schwierigkeiten mit Peter Albright hat, da dieser seiner Meinung nach niemals richtig zuhöre, weder ihm noch seiner Mutter. Claire legt großen Wert darauf, dass Peter und ihr Sohn sich verstehen, da sie der Beziehung mit ihm sonst keine Chancen einräumt. Das macht sie gegenüber Albright auch sehr deutlich. 
Nicki, der Weihnachtsmann fällt nach einem Unfall vom Himmel direkt auf die Motorhaube des Autos von Albright. Als Folge dieses Sturzes leidet er unter Amnesie. Der für einen normalen Menschen gehaltene Weihnachtsmann wird von Claire im Kaufhaus als Weihnachtsmann eingestellt. Er tritt im Fernsehen auf – in der Sendung Albrights, der hofft, dass die Familie des Mannes ihn erkennen könnte. Lediglich Zack ist davon überzeugt, dass es sich bei dem Mann um den wahren Weihnachtsmann handelt. 
Die für den Weihnachtsmann arbeitenden Kobolde sind inzwischen auf der Suche nach ihrem Chef und kommen mit einem Flugzeug nach New York, um ihn zu suchen. Eine Familie, die glaubt in dem Weihnachtsmann ihren Großvater zu erkennen, meldet sich auf den Fernsehaufruf hin als vermeintliche Verwandte des Weihnachtsmanns und, um ihn bei sich aufzunehmen. Als er geht und seinen Weihnachtsmantel zurücklässt, will es die Fügung, dass an den Weihnachtsmann gerichtete Briefe in dessen Taschen zum Vorschein kommen – darunter auch jener, den Peter selbst vor 25 Jahren geschrieben hat. Er ruft den Weihnachtsmann an und erzählt ihm davon. Mit diesem Gespräch kommt auch das Erinnerungsvermögen des Weihnachtsmanns zurück. Die Kobolde des Weihnachtsmanns haben sich inzwischen Peter geschnappt von dem sie wissen wollen, wo ihr Chef sei. Nach nicht nur einer gefährlichen Situation, die von Nicki souverän gemeistert wird, kann er dann endlich gemeinsam mit den Kobolden Geschenke an wartende Kinder ausliefern. Das alles trägt dazu bei, dass Claire und Peter sich wieder versöhnen und nun gemeinsam mit Zack das Weihnachtsfest verbringen. Peter ist glücklich, dass sich sein Wunsch nach einer eigenen Familie nach einer so langen Zeit doch noch erfüllt hat.

## Produktion

### Dreharbeiten
Der Film wurde in Los Angeles und in Toronto gedreht.

### Veröffentlichung
Premiere hatte der Film am 19. November 2000 in den Vereinigten Staaten unter dem Originaltitel Santa Who?. In Australien wurde er am 4. Dezember 2000 und in Frankreich am 24. Dezember 2000 veröffentlicht. In Ungarn fand die Videopremiere am 6. November 2001 statt und in Japan die DVD-Premiere am 22. November 2001. Im Vereinigten Königreich war die DVD-Premiere im Dezember 2001, in Russland im Januar 2002 und in Griechenland im Februar 2002. Veröffentlicht wurde der Film zudem in Brasilien, Bulgarien, Kanada, in der Tschechischen Republik, in Frankreich, in Italien, Mexiko, Polen, Portugal, Spanien und Schweden. In Deutschland erschien der Film auf DVD unter den Titeln Hallo, ja bin ich denn der Weihnachtsmann? und Hallo, ich bin der Weihnachtsmann. 
Das Studio Plaion Pictures gab den Film am 15. November 2006 mit einer deutschen Tonspur unter dem Titel Hallo ja bin ich denn der Weihnachtsmann? auf DVD heraus. Die MIG Filmgroup gab den Film sechs Jahre später am 28. September 2012 als Weihnachts-Edition mit einer deutschen Tonspur unter dem Titel Hallo, ich bin der Weihnachtsmann? ebenfalls heraus.

## Rezeption

### Kritik
Das Lexikon des internationalen Films schrieb, der Film sei eine „launige (Fernseh-)Komödie, die viele Weihnachts(film)motive mehr oder minder pointiert“ zusammenwürfele. Er biete „formal kaum ambitionierte Unterhaltung ohne besonderen Tiefgang“.
Die Zeitschrift TV direkt 24/2007 war der Meinung, Leslie Nielsen „nervte schon besser“.
TV Spielfilm war der Meinung, die Filmkomödie halte „angenehm Balance zwischen kindlich und kindisch“. Fazit: „Die lieben Kleinen werden’s mögen.“

## Auszeichnungen
- Max Morrow wurde für und mit dem Film in der Kategorie „Bester für das Fernsehen produzierte Familienfilm“ im Jahr 2001 für den Young Artist Award nominiert.
- Der Film wurde 2001 in der Kategorie „Bester Fernsehfilm“ für den Saturn Award nominiert.